# Zuurrest
De zuurrest is de geconjugeerde base van een zuur die ontstaat wanneer dat zuur één waterstofdeeltje afstaat. Waterstoffluoride HF bijvoorbeeld heeft als zuurrest fluoride F−. Zwavelzuur  H2SO4 heeft waterstofsulfaat HSO4− als zuurrest, dat zelf weer sulfaat SO42− als zuurrest heeft. De naam van de zuurrest van een carbonzuur is een carboxylaat. De lading van een zuurrest is negatief in bijvoorbeeld zouten en ongeladen in bijvoorbeeld vetzuurresten in vetten.
Indien men waterstofchloride HCl op natriumhydroxide NaOH laat inwerken, ontstaat een zout dat de zuurrest van het zuur overneemt, in dit geval natriumchloride NaCl, bekend als gewoon keukenzout, en water H2O. Dit is een voorbeeld van een klassieke zuur-basereactie.